# Antonae elegans
Antonae elegans är en insektsart som beskrevs av Fowler. Antonae elegans ingår i släktet Antonae och familjen hornstritar. Inga underarter finns listade i Catalogue of Life.